# サン＝クロード (ジュラ県)
サン＝クロード（Saint-Claude）は、フランス、ブルゴーニュ＝フランシュ＝コンテ地域圏ジュラ県のコミューン。

## 地理
サン＝クロードは、ビエンヌ川とタコン川が合流する谷の奥にある。標高500m以上のオー・ジュラ山地の峰峰に囲まれている。

## 歴史

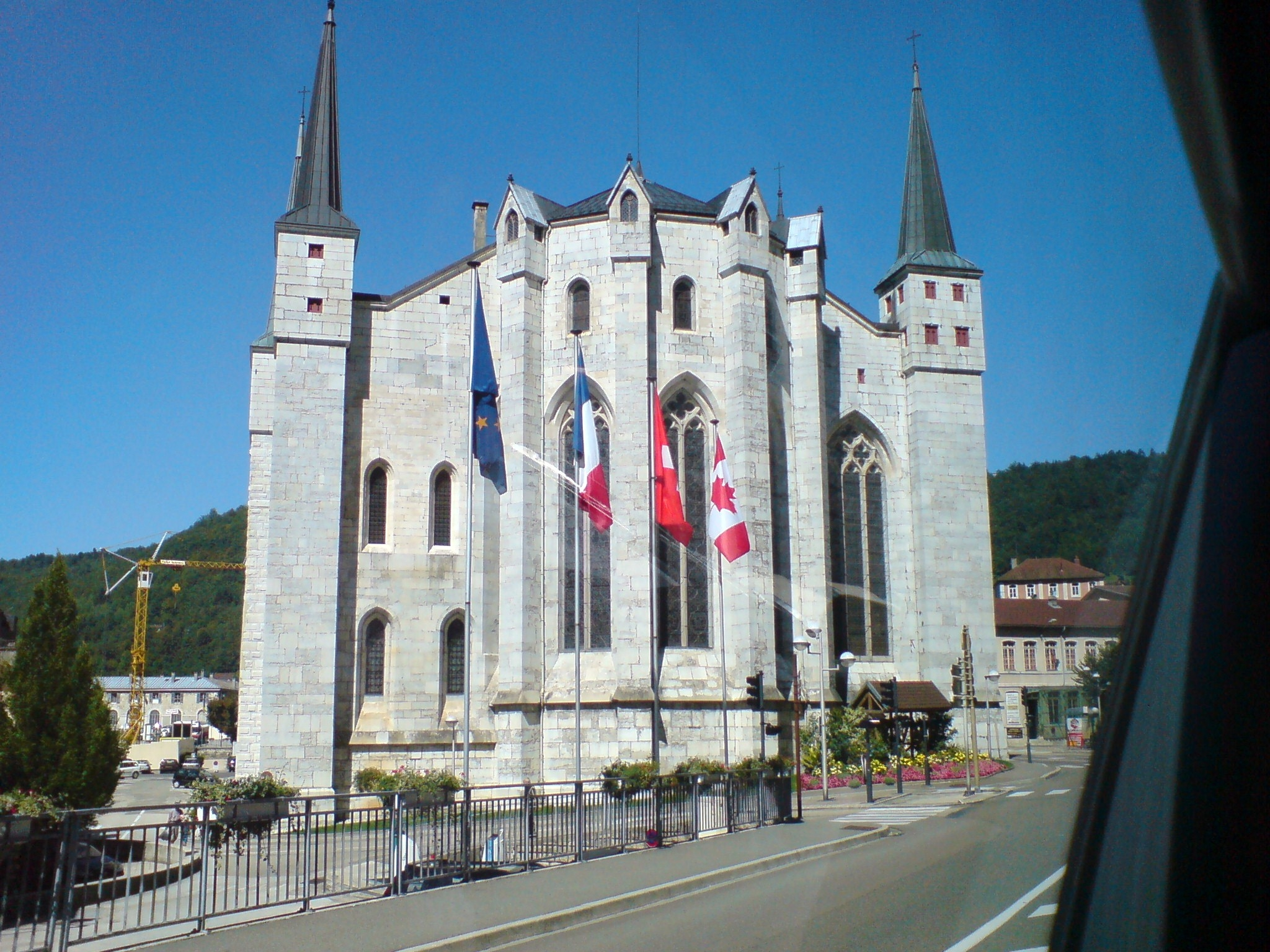
サン＝クロード聖堂

サン＝クロードの歴史は、5世紀初頭に聖職者ロマンとリュピサンの兄弟が創設した修道院の周囲で始まった。集落の最初の名はコンダ（Condat、ケルト語で合流地点を意味するCondateに由来する）といった。5世紀終わりに修道院の影響力が増すにつれ、修道士オイヤンの名にちなみサントイヤン＝ド＝ジュー（Saint-Oyand-de-Joux）と変わった。639年、ブザンソンの聖クロードがオイヤンの修道士となった。
699年に亡くなっている聖クロードの無傷の遺体が12世紀後半に発見されると、巡礼地としてサントイヤンは恩恵を受けるようになった。地名はサントイヤン＝サン＝クロードというようになった。
15世紀、ドーファンのルイ（のちのルイ11世）は聖クロードを崇拝し、地名はサン＝クロードただひとつとなった。ルイは幾度か巡礼に訪れている。
1499年、ルイ12世と再婚したばかりのアンヌ・ド・ブルターニュは、王国の跡継ぎを授かるよう祈りにサン＝クロードを訪れた。彼女は最初の夫シャルル8世との間に生んだ子供全てを失っていたのである。この後アンヌが妊娠・出産したのは、王女クロードであった。
1742年当時、修道院はサン＝クロード教区に付属していた。ヴォルテールは、住民を賦役から解放しようとしないサン＝クロードの修道士たちに対して反対のキャンペーンを繰り広げた。
フランス革命後、王制や封建制を否定する目的からサン＝クロードはその名をコンダ＝モンターニュ（Condat-Montagne）に変えさせられた。
20世紀初頭、ジュラ都市間鉄道がサン＝クロードに開通した。

## 経済
かつては巡礼者相手に工芸品を製造・売買することが主体だった。
現在はダイヤモンドや石の研磨業が盛んである。また、プラスティクス・ヴァレ（Plastics Vallée）の端にあることから、プラスティック製造業の工場が集まっている。

## みどころ
- サン＝クロード聖堂 - 司教座聖堂。歴史記念物に指定されている

## 出身者
- ナディル・ベルハジ
- メブリュト・エルディン

## 姉妹都市
- ローテンブルク・アム・ネッカー、ドイツ